# 1875
1875 (MDCCCLXXV) byl rok, který dle gregoriánského kalendáře započal pátkem.

## Události

### Česko
- 4. dubna - První provedení Smetanovy Vltavy.
- 8. května – V dole Vojtěch na Příbramsku bylo poprvé na světě dosaženo svislé hloubky 1 000 metrů.
- 10. května – Slavnostní otevření nádraží Praha-Těšnov.
- 1. července – Rakousko-Uhersko se stalo členem Světové poštovní unie.
- 23. září – Zprovozněna první linka koňské tramvaje v Praze.

### Svět
- 14. ledna – Španělský král Alfons XII. přijel do Madridu a ujal se trůnu.
- 29. března – Výbuch islandské sopky Askja
- 25. srpna – Angličan Matthew Webb jako první člověk přeplaval Lamanšský průliv.
- vznik Amerického fotbalu
- Hercegovské povstání
- evropské „dělení“ Afriky (1875–1900)

### Probíhající události
- 1875–1878 – Velká východní krize

## Vědy a umění
- 3. březen – V Paříži měla premiéru Bizetova opera Carmen
- 20. květen – Ve francouzském Sèvres byl založen Mezinárodní úřad pro míry a váhy.
- 23. říjen – Úspěšná vídeňská premiéra přepracované Carmen, jejíž premiéra v Paříži propadla, zahájila triumfální cestu této opery po světových jevištích
- Francouzský chemik Lécoq de Boisbaudran pomocí spektroskopie objevil gallium.
- Thomas Alva Edison patentoval duplexní a automatický telegraf a základní principy bezdrátové telegrafie.
- V USA byl vyvinut systém současného přenosu obrazových bodů po telegrafním vedení. Systém neměl praktický význam, protože potřeboval pro přenos značné množství vodičů.

## Knihy
- Paul Féval starší – Černé hábity
- Lajos Hevesi – Dobrodružství Andráse Jelkyho
- Jules Verne – Chancellor
- Jules Verne – Tajuplný ostrov
- Émile Zola – Hřích abbého Moureta

## Narození
Automatický abecedně řazený seznam viz Kategorie:Narození v roce 1875

### Česko

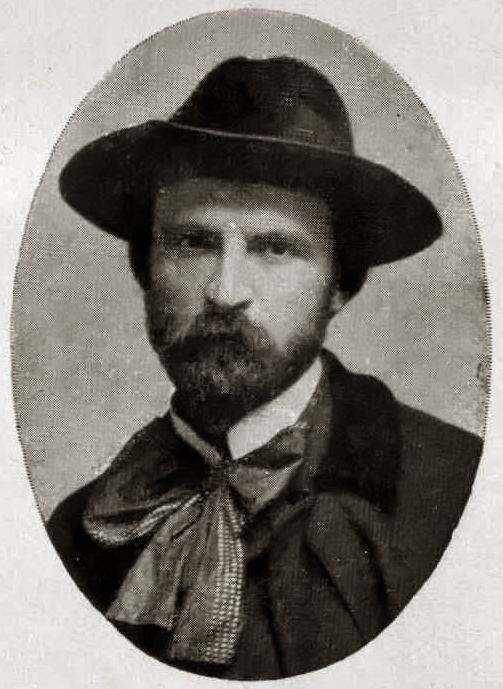
Stanislav Kostka Neumann (* 5. června)

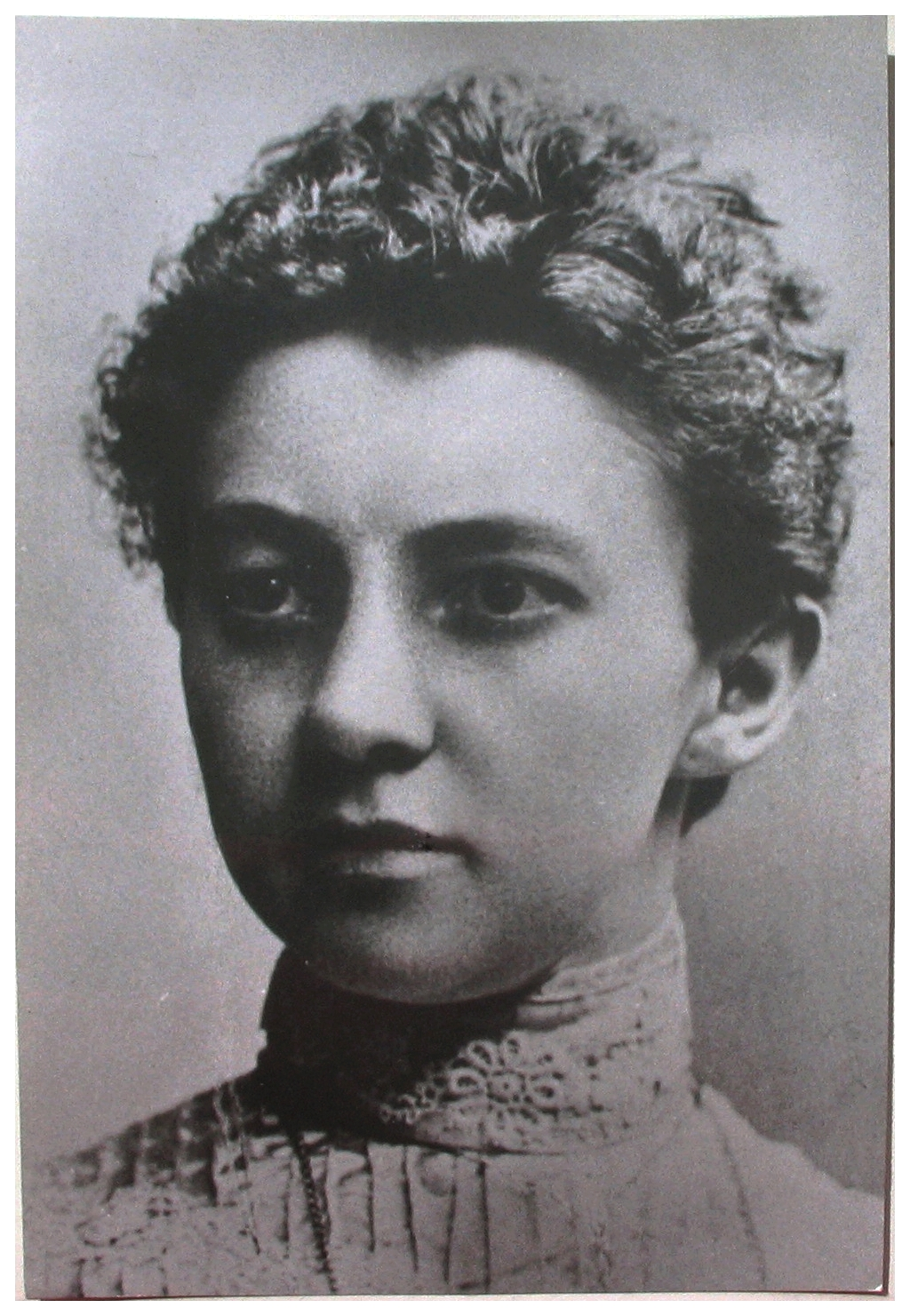
Anna Honzáková (* 16. listopadu)

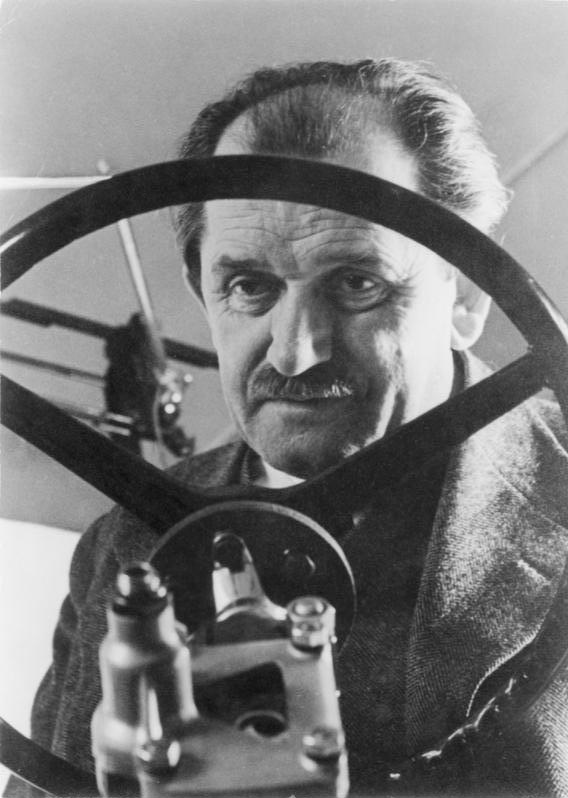
Ferdinand Porsche (* 3. září)

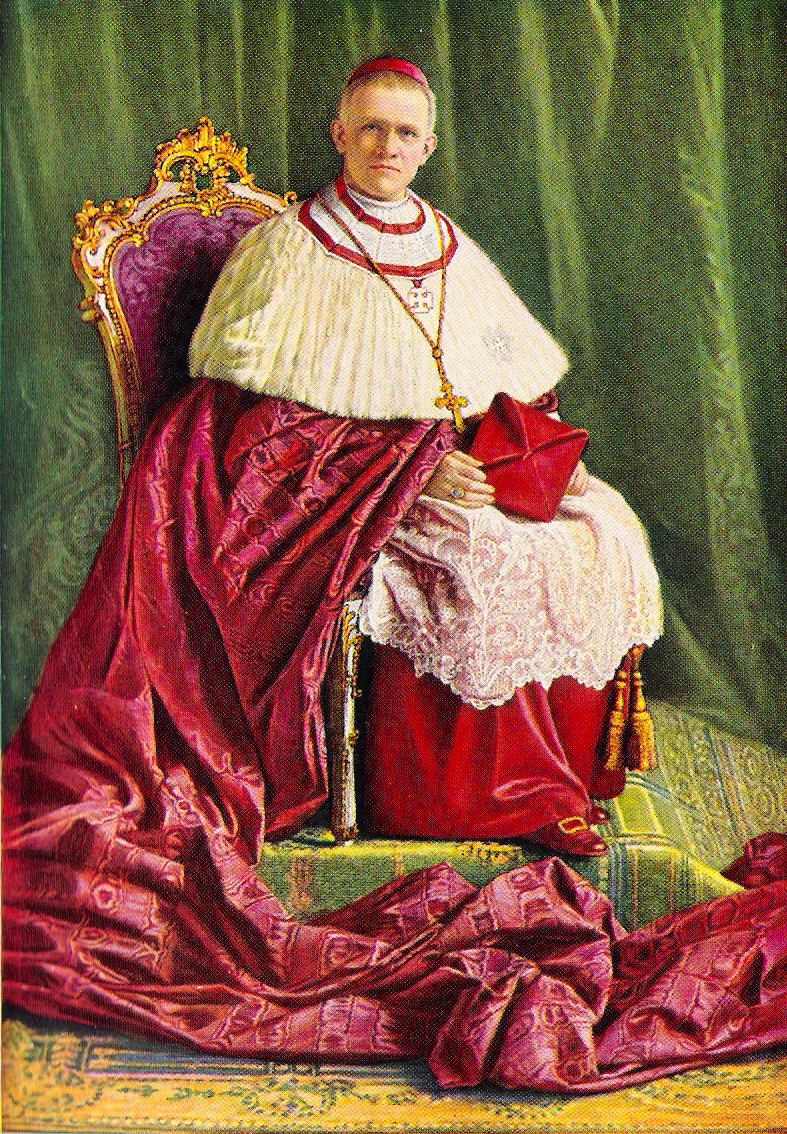
Theodor Innitzer (* 25. prosince)

- 1. ledna – Otakar Srdínko, lékař a politik († 21. prosince 1930)
- 5. ledna – Josef Schweichhart, československý politik německé národnosti († 28. února 1952)
- 7. ledna
  - Bedřich Plaške, malíř a operní pěvec, barytonista († 4. února 1952)
  - Karel Novák, fotograf a pedagog († 11. srpna 1950)
- 10. ledna – Wenzel Lorenz, československý politik německé národnosti († 30. září 1953)
- 11. ledna – Terezie Brzková, herečka († 19. listopadu 1966)
- 12. ledna – Stanislaus von Prowazek, zoolog a parazitolog († 17. února 1915)
- 22. ledna – Zikmund Witt, politik († 1942)
- 30. ledna
  - Desider Kovačič, československý politik slovenské národnosti († ?)
  - Miloš Antonín Záruba, politik († 3. srpna 1922)
- 5. února – Františka Plamínková, politička († 30. června 1942)
- 11. února – Jan Slavíček, politik († 19. července 1959)
- 14. února – František Sekanina, básník († 27. března 1958)
- 17. února – Rudolf Malík, politik († 10. prosince 1969)
- 1. března – František Černý, varhaník a hudební skladatel († 6. května 1958)
- 5. března
  - Karel Wellner, malíř († 14. června 1926)
  - Josef Škrabal, děkan teologické fakulty v Olomouci († 5. října 1932)
- 11. března – Adolf Pohl, československý politik německé národnosti († 30. dubna 1933)
- 14. března – Josef Šrámek, slezský zemský prezident († 23. července 1937)
- 20. března – Jan Trefný, malíř († 19. září 1943)
- 22. března – Anton Hanak, rakouský sochař českého původu († 7. ledna 1934)
- 26. března – Rudolf Pilát, politik, bankéř a horolezec († 18. října 1946)
- 27. března
  - Bohumil Schweigstill, pedagog a autor loutkových her († 3. prosince 1964)
  - Johann Tschapek, československý politik německé národnosti († 23. prosince 1930)
- 1. dubna – Hugo Doskočil, katolický kněz, rektor kněžského semináře v Hradci Králové († 9. srpna 1961)
- 2. dubna – Josef Šnejdárek, armádní generál († 13. května 1945)
- 6. dubna – Josef Rajský, herec († ?)
- 11. dubna – Jindřich Máslo, hudební pedagog a skladatel († 22. června 1964)
- 13. dubna – Václav Ertl, bohemista a překladatel († 12. února 1929)
- 16. dubna – Jiří Herold, violista, koncertní mistr České filharmonie († 13. listopadu 1934)
- 23. dubna – Theodor Schulz, hráč na historické nástroje a skladatel († 22. dubna 1945)
- 24. dubna – Rudolf Chalupa, politik († ?)
- 25. dubna – Bohumil Spáčil, provinciál České provincie Tovaryšstva Ježíšova († 5. prosince 1950)
- 27. dubna – Josef Šamalík, politik († 7. ledna 1948)
- 3. května – Robert Stöhr, československý politik německé národnosti († 27. listopadu 1955)
- 11. května – Louis Weinert-Wilton, sudetoněmecký spisovatel († 5. září 1945)
- 15. května – Alois Kalvoda, malíř († 25. června 1934)
- 18. května – Alois Procházka, učitel a archeolog († 16. dubna 1940)
- 4. června – Adolf Červinka, spisovatel († 17. dubna 1936)
- 5. června – Stanislav Kostka Neumann, novinář a básník († 28. června 1947)
- 10. června – Karol Medvecký, československý politik slovenské národnosti († 12. prosince 1937)
- 18. června – Josef Votoček, starosta Horního Růžodolu a zakladatel libereckého gymnázia († 1. listopadu 1932)
- 20. června – Alois Kudrnovský, teolog († 12. dubna 1956)
- 25. června – Bohumil Vavroušek, fotograf lidové architektury († 6. října 1939)
- 3. července – Karel Anderle, fotograf († 9. února 1918)
- 5. července – Methoděj Charvát, politik († 19. června 1948)
- 7. července – Antonín Vojtěch Horák, hudební skladatel († 12. března 1910)
- 11. července – Růžena Sehnalová, politička († 23. června 1952)
- 13. července – Ludmila Pechmanová-Klosová, politička († ?)
- 25. července – Paul Stadler, sochař († 22. října 1955)
- 21. července – Alois Říha, primátor Prahy za okupace († 1. července 1945)
- 22. července – Richard Schmidt, český, německy hovořící právník a spisovatel († 11. března 1947)
- 28. července – Karl Fritscher, československý politik německé národnosti († 10. května 1945)
- 6. srpna – Václav Kočka, regionální historik († 23. dubna 1951)
- 17. srpna – Karl Benirschke, vídeňský architekt a stavitel († 28. dubna 1941)
- 18. srpna – Jan Říha, čs. ministr železnic († 14. února 1962)
- 26. srpna
  - Richard Feder, rabín a spisovatel († 18. listopadu 1970)
  - Josef Šolle, bankéř a politik († 31. prosince 1958)
- 27. srpna – Otto Černín, rakouský diplomat († 14. června 1962)
- 28. srpna
  - Jiří Baborovský, fyzikální chemik († 10. října 1946)
  - Jan Tůma, politik († 1953)
- 29. srpna – Adolf Míšek, kontrabasista a hudební skladatel († 20. října 1955)
- 30. srpna – Otokar Chlup, pedagog († 14. května 1965)
- 7. září – Julius Földessy, československý politik rusínské národnosti († 1947)
- 12. září – Bohuš Kianička, československý politik slovenské národnosti († 29. května 1938)
- 14. září – František Seidl, politik († ?)
- 17. září – Josef Freising, československý politik německé národnosti († 17. září 1971)
- 19. září – Rudolf Schiller, československý politik německé národnosti († 12. února 1940)
- 22. září
  - Václav Hazuka, religionista, teolog a asyrolog († 3. září 1947)
  - Gyula Nagy, československý politik maďarské národnosti († ?)
- 28. září – Artur Pavelka, politik († 14. března 1958)
- 6. října – Karel Lím, pedagog a sportovec († 20. září 1958)
- 12. října – Jaroslav Kursa, heraldik, tvůrce československé státní vlajky († 12. června 1950)
- 13. října – Eduard Kavan, politik († 30. července 1935)
- 14. října – Emil Smetánka, bohemista († 6. ledna 1949)
- 15. října – Gustav Navrátil, politik († ?)
- 16. října – František Černý, houslista a hudební skladatel († 26. srpna 1943)
- 22. října – Ferdinand Klindera, politik († 23. října 1953)
- 23. října – Vladimír Fajnor, čs. ministr spravedlnosti († 5. ledna 1952)
- 30. října – Emil Kasík, politik († 21. prosince 1934)
- 31. října – Jaroslav Galia, hudební skladatel a diplomat († 22. května 1941)
- 4. listopadu – Emanuel Viktor Voska, kameníkem, agent tajné služby USA († 1. dubna 1960)
- 6. listopadu – František Biňovec, politik († 19. února 1965)
- 10. listopadu – Václav Myslivec, politik († 29. května 1934)
- 11. listopadu – Josef Vacek, profesor srovnávací pravovědy a církevního práva († 24. května 1930)
- 16. listopadu – Anna Honzáková, první česká promovaná doktorka medicíny († 13. října 1940)
- 19. listopadu – Miloš Jiránek, malíř († 2. listopadu 1911)
- 20. listopadu – Josef Rotnágl, politik († 2. prosince 1958)
- 22. listopadu – Jindřich Haužvic, odborník a soudní znalec v oblasti výroby chemických látek († 18. října 1943)
- 4. prosince – Václav Turek, politik († 21. března 1952)
- 5. prosince – Sándor Herz, československý politik maďarské národnosti († 17. listopadu 1938)
- 7. prosince – Alžběta Dobřenská z Dobřenic, šlechtična († 11. června 1951)
- 8. prosince – Anna Chlebounová, politik († 18. března 1946)
- 12. prosince – Karol Kmeťko, biskup nitranský, československý politik slovenské národnosti († 22. prosince 1948)
- 22. prosince – František Jakub, malíř († 24. ledna 1940)
- 24. prosince
  - Emanuel Hauner, spisovatel a překladatel († 14. června 1943)
  - Emanuel Maršík, hudební skladatel († 5. března 1936)
- 28. prosince – František Světlík, kněz a politik († 13. prosince 1949)
- 30. prosince – Bohumil Honzátko, gymnasta, atlet a olympionik († 12. prosince 1950)
- ? – Alois Ušák, politik († 29. srpna 1935)

### Svět

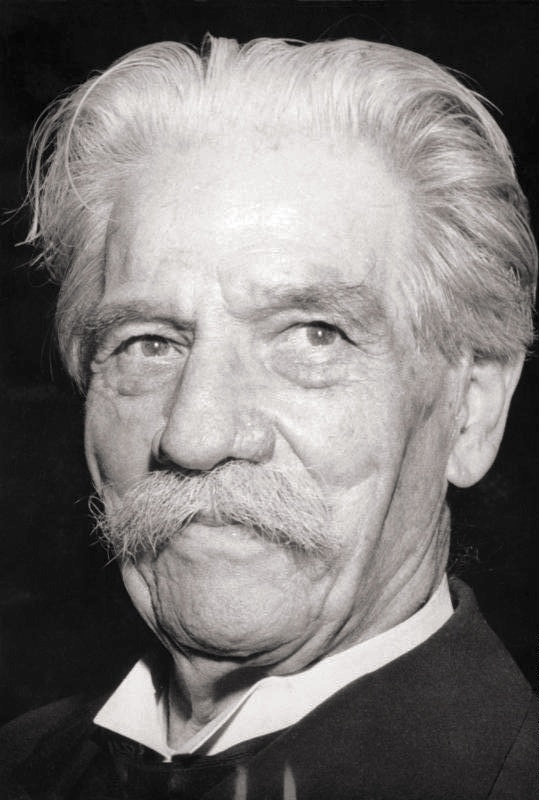
Albert Schweitzer (* 14. ledna)

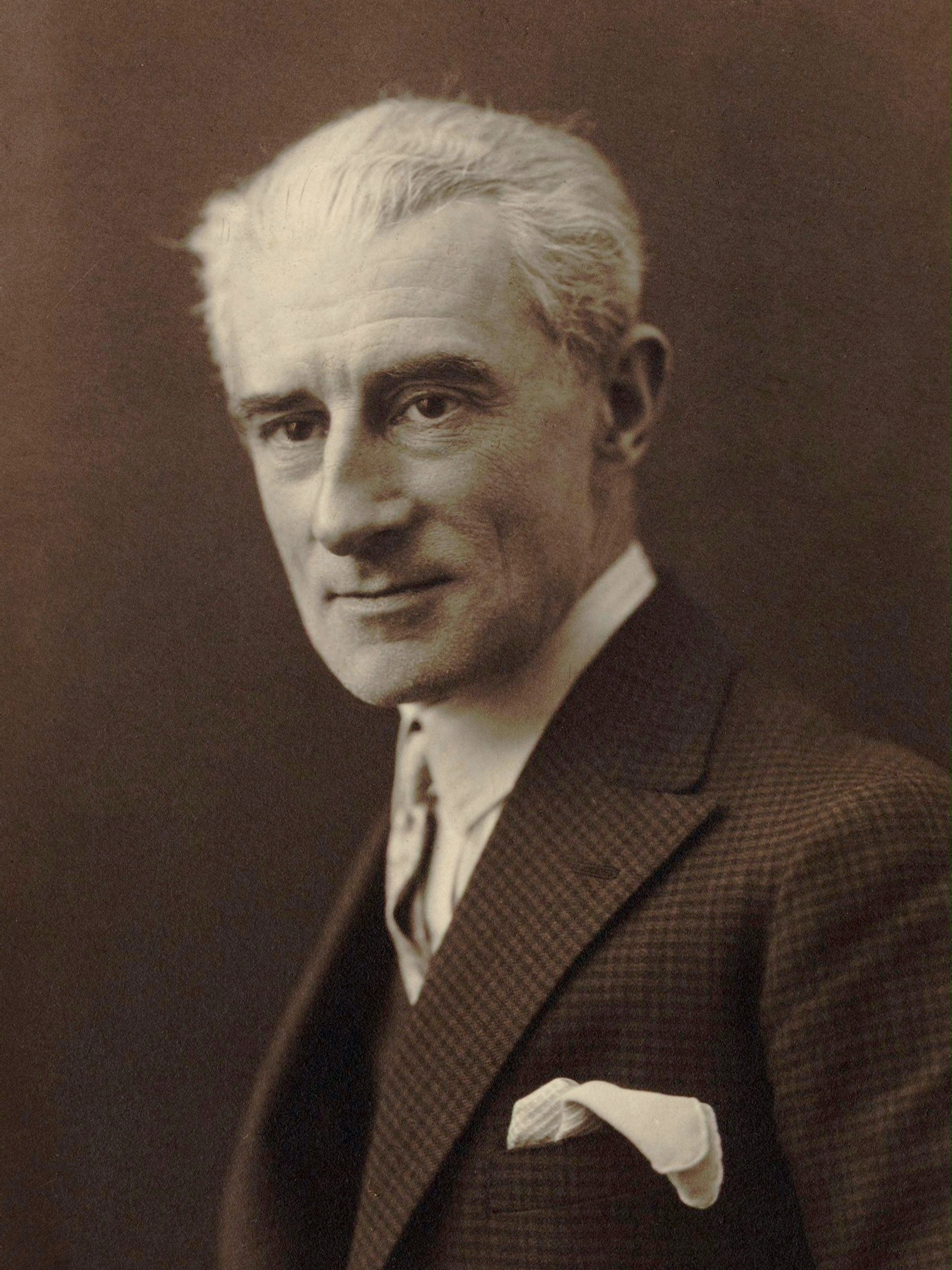
Maurice Ravel (* 7. března)

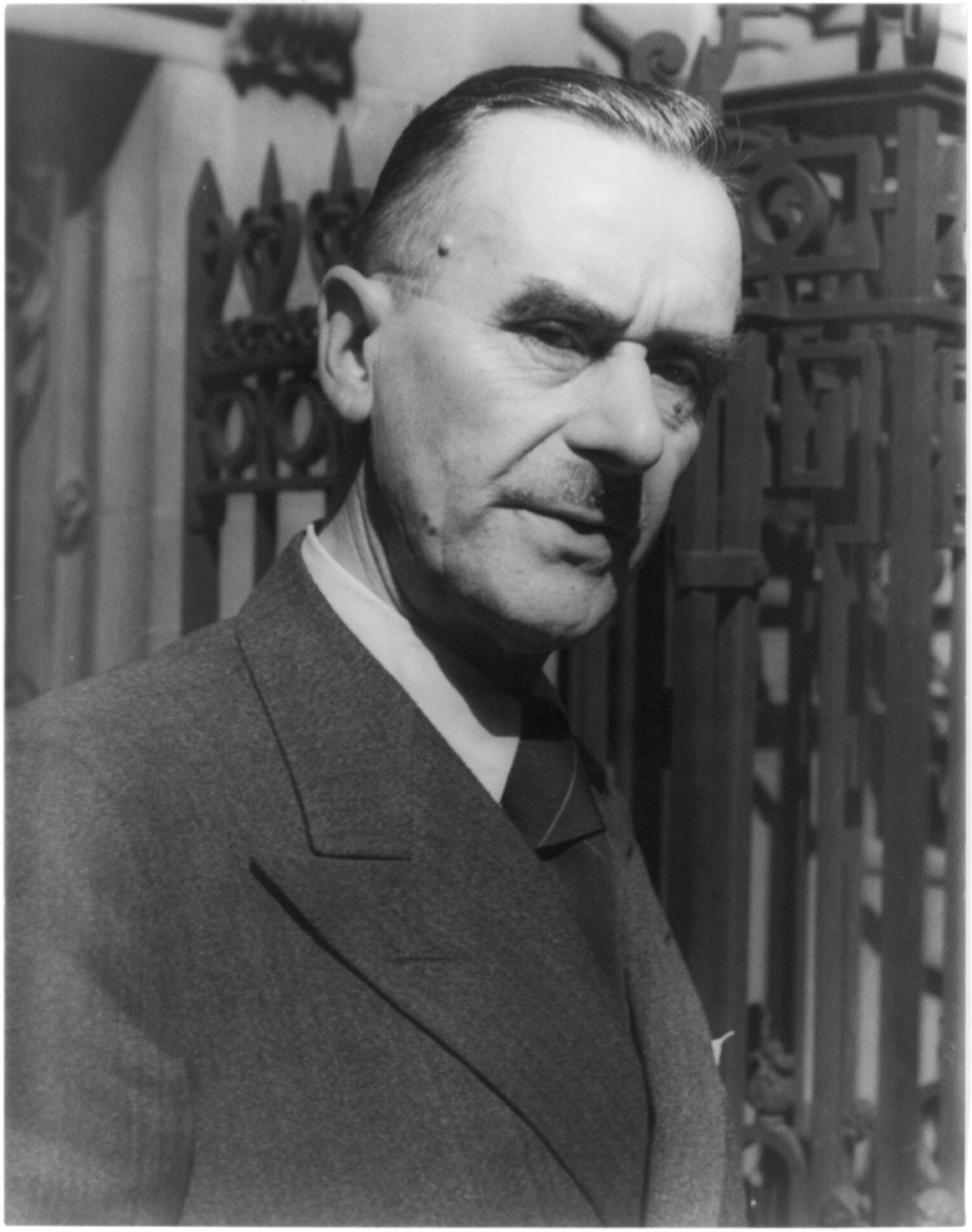
Thomas Mann (* 6. června)

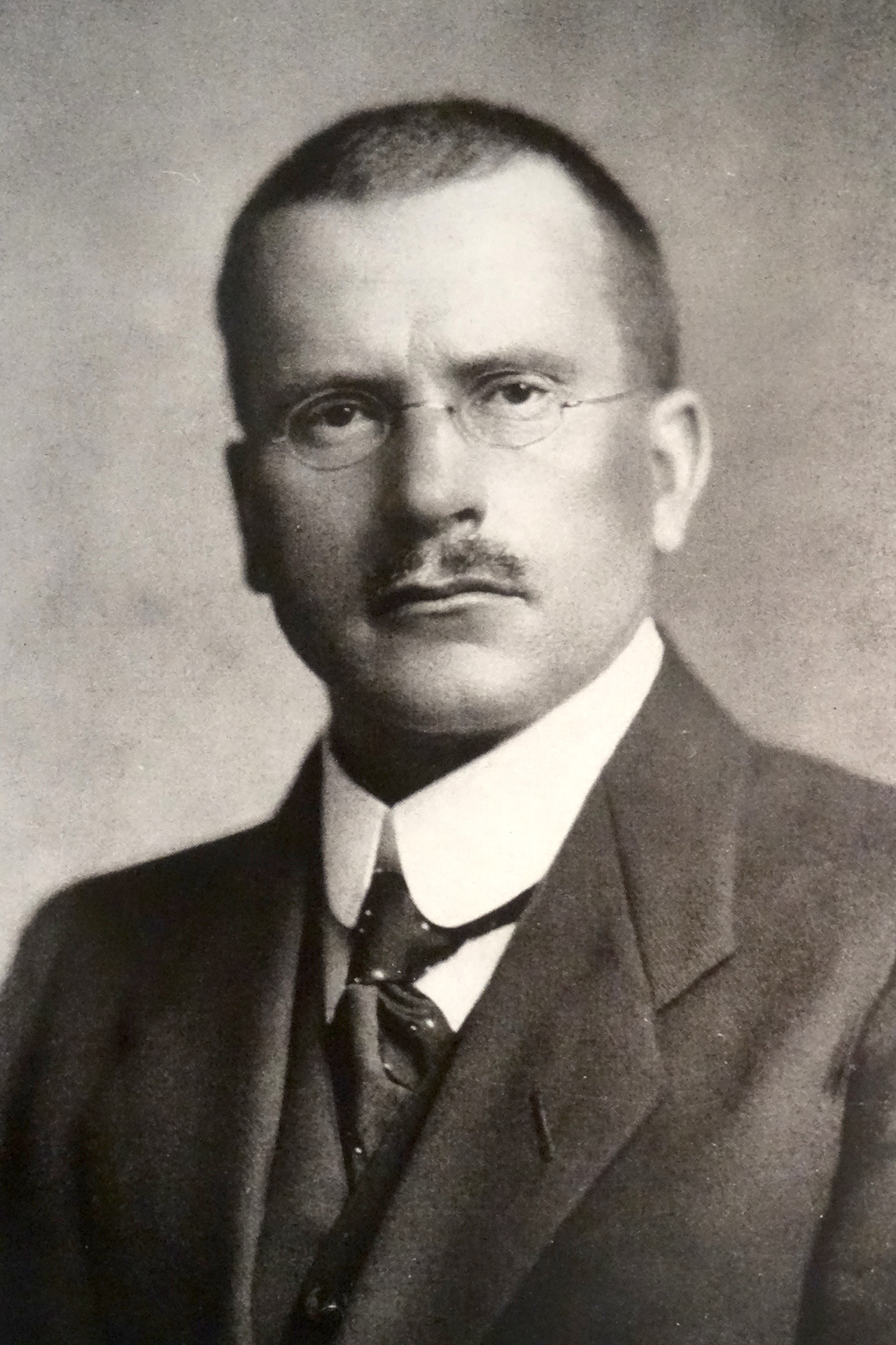
Carl Gustav Jung (* 26. července)

- 2. ledna – Joaquín Valverde Sanjuán, španělský hudební skladatel († 4. listopadu 1918)
- 3. ledna – Katharine Cook Briggsová, spolutvůrkyně soupisu osobnostních typů (MBTI) († 1968)
- 4. ledna – Oskar Körner, nacista zastřelený za Pivnicového puče († 9. listopadu 1923)
- 6. ledna – Elsa von Gutmann, kněžna z Lichtenštejna († 28. září 1947)
- 10. ledna – Issai Schur, německý matematik († 10. ledna 1941)
- 14. ledna – Albert Schweitzer, německý teolog, misionář, filosof, varhanní virtuóz, držitel Nobelovy ceny za mír († 4. září 1965)
- 15. ledna – Tom Burke, americký atlet, držitel dvou zlatých olympijských medailí († 14. února 1929)
- 16. ledna – Leonor Michaelis, německý biochemik († 8. října 1947)
- 22. ledna – D. W. Griffith, americký filmový režizér († 23. července 1948)
- 25. ledna – Kukša Oděský, světec Ukrajinské pravoslavné církve († 24. prosince 1964)
- 31. ledna – Lidija Aleksejevna Čarská, ruská spisovatelka a divadelní herečka († 18. března 1938)
- 1. února – Grigoris Palagean, arménský biskup († 8. října 1934)
- 2. února – Fritz Kreisler, rakouský houslový virtuos a hudební skladatel († 29. ledna 1962)
- 8. února – Samuel Gottscho, americký fotograf († 28. ledna 1971)
- 18. února – Walter Andrae, německý archeolog († 28. července 1956)
- 21. února – Jeanne Calmentová, nejdéle žijící člověk († 4. srpna 1997)
- 22. února – Graham Drinkwater, kanadský lední hokejista († 27. září 1946)
- 26. února – Erich Koch-Weser, německý politik období Výmarské republiky († 19. října 1944)
- 4. března – Mihály Károlyi, prezident První Maďarské republiky († 19. března 1955)
- 7. března
  - George Larner, britský olympijský vítěz v chůzi († 4. března 1949)
  - Maurice Ravel, francouzský hudební skladatel († 28. prosince 1937)
- 8. března
  - Franco Alfano, italský hudební skladatel († 27. října 1954)
  - Kenkiči Ueda, japonský generál, velitel Kuantungské armády († 11. září 1962)
- 11. března – Adriaan Boer, nizozemský fotograf († 24. dubna 1940)
- 13. března – Hugo Karl Tippmann, americký básník a novinář českého původu († 4. června 1942)
- 18. března – Félix Carvajal, kubánský maratónec († 27. ledna 1949)
- 22. března – Friedrich von Huene, německý paleontolog († 4. dubna 1969)
- 26. března
  - Max Abraham, německý fyzik († 16. listopadu 1922)
  - I Sung-man, prezident Korejské republiky († 19. července 1965)
- 27. března – Albert Marquet, francouzský malíř († 14. července 1947)
- 1. dubna – Edgar Wallace, anglický spisovatel († 10. února 1932)
- 2. dubna – Walter Chrysler, zakladatel automobilky Chrysler († 18. srpna 1940)
- 4. dubna
  - Pierre Monteux, francouzský dirigent († 1. července 1964)
  - Mistinguett, francouzská herečka († 5. ledna 1956)
- 8. dubna – Albert I. Belgický, třetí belgický král († 17. února 1934)
- 9. dubna – Jacques Futrelle, americký spisovatel detektivek († 15. dubna 1912)
- 13. dubna – Antun Gustav Matoš, chorvatský spisovatel († 17. března 1914)
- 18. dubna – Abd-ru-shin, německý spisovatel, zakladatel Hnutí grálu († 6. prosince 1941)
- 28. dubna – Augusta Marie Luisa Bavorská, bavorská princezna a rakouská arcivévodkyně († 25. června 1964)
- 29. dubna – Rafael Sabatini, anglický spisovatel († 13. února 1950)
- 6. května – William D. Leahy, americký admirál loďstva († 20. července 1959)
- 9. května – Leopold Andrian, rakouský spisovatel a diplomat († 19. listopadu 1951)
- 10. května – Eugen Schauman, finský nacionalista († 16. června 1904)
- 11. května – Ea von Allesch, rakouská novinářka a spisovatelka († 30. července 1953)
- 17. května – Henri Barbusse, francouzský spisovatel a politik († 30. srpna 1935)
- 23. května – Alfred P. Sloan, prezident a předseda správní rady společnosti General Motors († 17. února 1966)
- 24. května – Robert Garrett, americký atlet († 25. dubna 1961)
- 30. května – Giovanni Gentile, italský filozof († 15. dubna 1944)
- 4. června – Paul Landowski, francouzský sochař († 27. března 1961)
- 6. června – Thomas Mann, německý spisovatel, držitel Nobelovy ceny († 12. srpna 1955)
- 13. června – Paul Neumann, rakouský plavec, lékař, olympijský vítěz († 9. února 1932)
- 18. června – Dragutin Maslać, srbský architekt († 1937)
- 20. června – Othenio Abel, rakouský geolog a paleontolog a evoluční biolog († 4. července 1946)
- 22. června – Johannes Baader, německý spisovatel, výtvarný umělec a architekt († 15. ledna 1955)
- 26. června – Camille Zeckwer, americký hudební skladatel († 7. srpna 1924)
- 28. června – Henri Léon Lebesgue, francouzský matematik († 26. července 1941)
- 5. července – Wolfgang Kallab, rakouský historik umění († 27. února 1906)
- 16. července – Ladislav Filip Habsbursko-Lotrinský, rakouský arcivévoda († 6. září 1895)
- 21. července – Oskar Moll, německý malíř († 19. srpna 1947)
- 22. července – Růžena Rosická, česko-americká redaktorka a překladatelka († 27. ledna 1954)
- 25. července – Leon Berbecki, polský generál († 13. března 1963)
- 25. července – Jim Corbett, britský důstojník a lovec lidožravých šelem († 19. dubna 1955)
- 26. července
  - Carl Gustav Jung, švýcarský lékař a psychoterapeut († 6. června 1961)
  - Antonio Machado, španělský básník († 22. února 1939)
- 2. srpna – Fehime Sultan, osmanská princezna a dcera sultána Murada V. († 15. září 1929)
- 20. srpna – Ša'ul Černichovski, židovský básník, esejista, překladatel a lékař († 14. října 1943)
- 1. září – Edgar Rice Burroughs, americký spisovatel († 19. března 1950)
- 2. září – Isobel Gathorne-Hardyová, anglická šlechtična a jedna z prvních ledních hokejistek († 30. prosince 1963)
- 3. září
  - Raoul Le Mat, americký filmový režisér a švédský hokejový trenér († 15. února 1947)
  - Ferdinand Porsche, konstruktér automobilů († 30. ledna 1951)
- 12. září – Olexandr Košyc, ukrajinský skladatel († 21. září 1944)
- 17. září – Victor Anestin, rumunský novinář a spisovatel science fiction († 5. listopadu 1918)
- 22. září – Mikalojus Konstantinas Čiurlionis, litevský hudební skladatel a malíř († 10. dubna 1911)
- 30. září – Sergej Nikolajevič Sergejev-Censkij, sovětský spisovatel († 3. prosince 1958)
- 8. října – Lawrence Doherty, anglický tenista († 21. srpna 1919)
- 12. října – Aleister Crowley, britský spisovatel, okultista a filosof († 1. prosince 1947)
- 17. října – August Abbehusen, německý architekt († 10. března 1941)
- 18. října – Vjačeslav Platonovič Trojanov, ruský generál († jaro 1918)
- 19. října – Avetik Isahakjan, arménský básník († 17. října 1957)
- 22. října – Ernő Csiki, maďarský entomolog († 7. července 1954)
- 23. října – Gilbert Newton Lewis, americký fyzikální chemik († 23. března 1946)
- 24. října – Franziska von Starhemberg, rakouská politička († 27. dubna 1943)
- 26. října – Svetozar Pribićević, srbský politik († 15. září 1936)
- 27. října – Danilo Kalafatović, vrchní velitel jugoslávských vojsk († 1946)
- 29. října – Marie Edinburská, rumunská královna († 10. července 1938)
- 19. listopadu
  - Hiram Bingham, americký historik, cestovatel a politik († 6. června 1956)
  - Michail Kalinin, sovětský komunistický politik († 3. června 1946)
- 23. listopadu – Anatolij Lunačarskij, ruský marxistický politik a filozof († 26. prosince 1933)
- 25. listopadu – Adelaide Hanscomová Leesonová, americká umělkyně a fotografka († 19. listopadu 1931)
- 1. prosince – Alexandru Iacobescu, rumunský spisovatel († 1945)
- 4. prosince – Rainer Maria Rilke, švýcarský básník († 29. prosince 1926)
- 6. prosince – Evelyn Underhillová, anglická náboženská spisovatelka († 15. června 1941)
- 11. prosince
  - Jehuda Lejb Majmon, izraelský politik († 10. července 1962)
  - Carl Jörns, německý cyklista a automobilový závodník († 19. července 1969)
- 12. prosince – Gerd von Rundstedt, německý generál polní maršál († 24. února 1953)
- 18. prosince – Matt McGrath, americký trojnásobný olympijský medailista v hodu kladivem († 29. ledna 1941)
- 19. prosince – Mileva Marićová, matematička, fyzička a manželka Alberta Einsteina († 4. dubna 1948)
- 24. prosince – Otto Ender, kancléř Rakouska († 25. června 1960)
- 25. prosince – Theodor Innitzer, vídeňský arcibiskup a rakouský kardinál († 9. října 1955)
- ? – Artur Anatra, ruský bankéř a podnikatel († 1943)

## Úmrtí
Automatický abecedně řazený seznam existujících biografií viz Kategorie:Úmrtí v roce 1875

### Česko

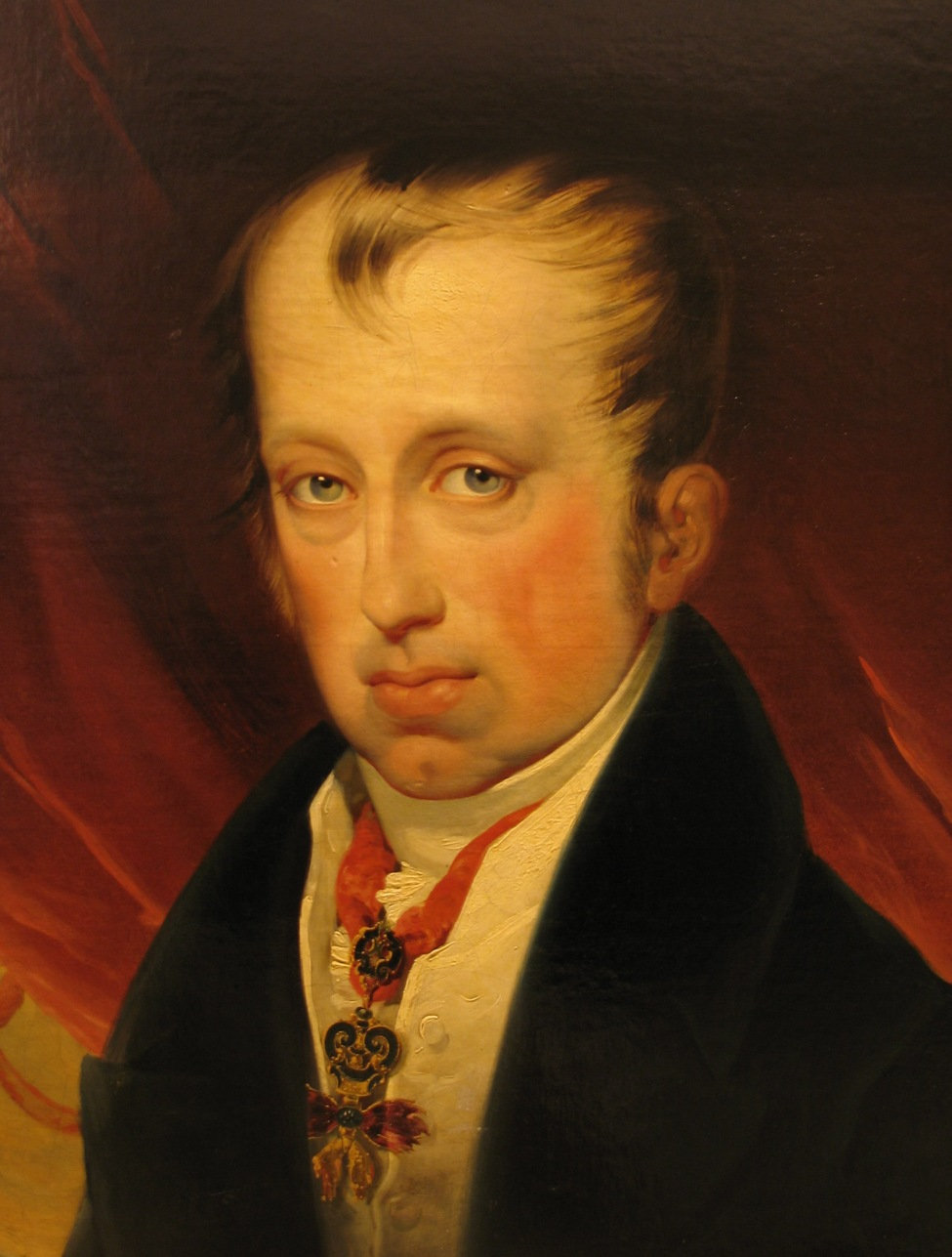
Ferdinand I. Dobrotivý († 29. června)

- 25. ledna – Leopold Jansa, houslista, skladatel a hudební pedagog (* 23. března 1795)
- 11. února – František Pankrác, plzeňský advokát, politik a podnikatel (* 1810)
- 13. února – Zachariáš Frankl, česko-německý rabín a teolog (* 30. září 1801)
- 18. února – Josef Neruda, varhaník a hudební pedagog (16. ledna 1807)
- 19. února – Vincenc Morstadt, malíř (* 17. dubna 1802)
- 8. března – Antonín Mušek, divadelník (* 1821)
- 17. března – Ferdinand Laub, houslista a hudební skladatel (* 19. ledna 1832)
- 18. března – Athanasius Bernhard, opat kláštera v Oseku u Duchcova (* 2. ledna 1815)
- 5. dubna – Václav Zelený, středoškolský profesor, novinář a politik (* 27. srpna 1825)
- 1. června – Josef Tadeáš Lumbe, profesor přírodních věd (* 26. února 1801)
- 29. června – Ferdinand I. Dobrotivý, rakouský císař a poslední korunovaný český král (* 19. dubna 1793)
- 29. července – Vilém Ignác Petters, lékař, profesor dermatologie (* 6. července 1826)
- 8. srpna – Jan Ludwig, hobojista a hudební skladatel (* 17. května 1832)
- 29. září – Bohumil Janda Cidlinský, básník a spisovatel (* 1. května 1831)
- 7. října – Karel Hanl, katolický biskup (* 4. září 1782)
- 8. září – Jindřich Niederle, klasický filolog, překladatel a básník (* 29. října 1840)
- 20. září – Gustav Pfleger Moravský, prozaik, básník a dramatik (* 27. července 1833)
- 21. října – František Dittrich, zakladatel vltavské paroplavby a pražský purkmistr (* 19. února 1801)
- 3. prosince – Josef Ackermann, děkan litoměřické kapituly (* 8. března 1803)
- 29. prosince – František Piťha, chirurg, urolog, rektor Univerzity Karlovy (* 8. února 1810)

### Svět

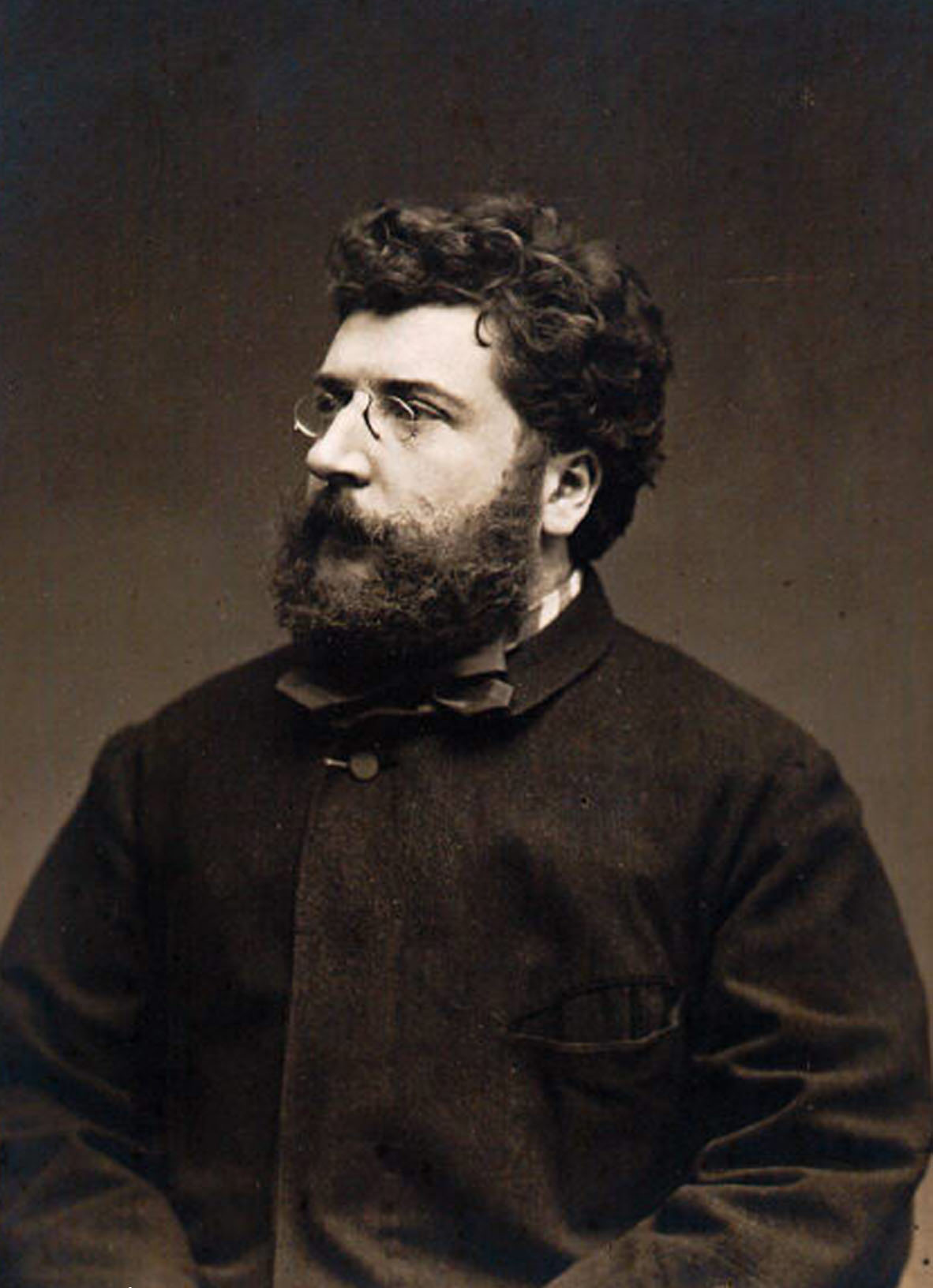
Georges Bizet († 3. června)

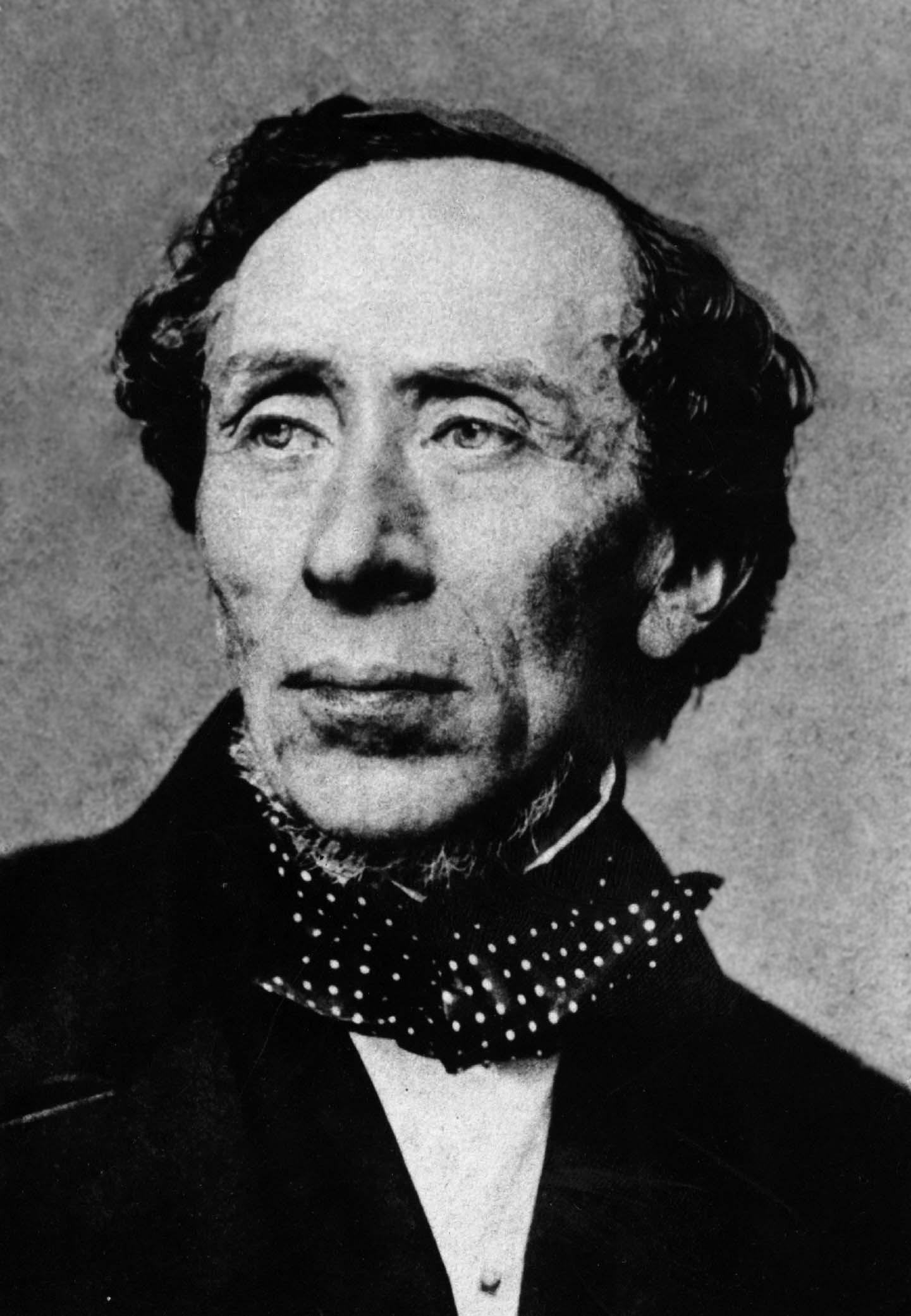
Hans Christian Andersen († 4. srpna)

- 3. ledna – Pierre Athanase Larousse, francouzský encyklopedista (* 23. října 1817)
- 10. ledna – Anton Melbye, dánský malíř a fotograf (* 13. února 1818)
- 18. ledna – Oscar Gustave Rejlander, švédský fotograf (* 1813)
- 20. ledna – Jean-François Millet, francouzský malíř (* 4. října 1814)
- 23. ledna – Charles Kingsley, anglikánský kněz, historik a spisovatel (* 12. června 1819)
- 1. února – William Sterndale Bennett, anglický hudební skladatel (* 13. dubna 1816)
- 9. února – Cecil De Vere, britský šachový mistr (* 14. února 1845)
- 13. února – Bruno Braquehais, francouzský fotograf (* 28. ledna 1823)
- 17. února – Friedrich Wilhelm August Argelander, německý astronom (* 22. března 1799)
- 22. února
  - Charles Lyell, anglický právník a geolog (* 14. listopadu 1797)
  - Camille Corot, francouzský malíř (* 26. července 1796)
- 1. března – Tristan Corbière, francouzský básník (* 18. července 1845)
- 7. března – John Edward Gray, britský zoolog (* 12. února 1800)
- 10. března – Joseph Daussoigne-Méhul, francouzský hudební skladatel a pedagog (* 10. června 1790)
- 25. března – Louis Amédée Achard, francouzský novinář a spisovatel (* 19. dubna 1814)
- 2. dubna – Francisco Coll y Guitart, španělský kněz a světec (* 18. května 1812)
- 6. dubna – Moses Hess, marxisticky orientovaný filozof židovského původu (* 21. června 1812)
- 11. dubna – Heinrich Schwabe, německý astronom (* 25. října 1789)
- 25. dubna – Thinlä Gjamccho, 12. tibetský dalajlama (* 26. ledna 1857)
- 17. května – John C. Breckinridge, 14. viceprezident USA (* 16. ledna 1821)
- 29. května – John Deighton, anglický obchodník, majitel baru a kapitán (* listopad 1830)
- 31. května – Eliphas Lévi, francouzský okultista (* 8. února 1810)
- 2. června – Józef Kremer, polský spisovatel (* 22. února 1806)
- 3. června – Georges Bizet, francouzský skladatel (* 25. listopadu 1838)
- 4. června – Eduard Mörike, německý básník a spisovatel (* 8. září 1804)
- 14. června – Heinrich Louis d'Arrest, německý astronom (* 13. srpna 1822)
- 8. července – Christian Ruben, rakouský malíř (* 30. listopadu 1805)
- 23. července – Isaac Merritt Singer, americký vynálezce (* 27. října 1811)
- 31. července – Andrew Johnson, sedmnáctý prezident Spojených států amerických (* 29. prosince 1808)
- 4. srpna – Hans Christian Andersen, dánský spisovatel (* 2. dubna 1805)
- 15. září – Guillaume Duchenne de Boulogne, francouzský neurolog a fotograf (* 17. září 1806)
- 21. září
  - Adalbert Vilém Bavorský, bavorský princ z Wittelsbašské dynastie (* 26. srpna 1828)
  - Alexandra Bavorská, princezna bavorská a spisovatelka (* 26. srpna 1826)
- 10. října – Alexej Konstantinovič Tolstoj, ruský spisovatel. básník dramatik (* 5. září 1817)
- 12. října – Jean-Baptiste Carpeaux, francouzský sochař a malíř (* 14. května 1827)
- 13. října – Leopold Löw, maďarský rabín (* 22. května 1811)
- 19. října – Charles Wheatstone, britský vědec a vynálezce (* 6. února 1802)
- 24. října – Jacques Paul Migne, francouzský patrolog a křesťansky orientovaný vydavatel (* 25. října 1800)
- 14. listopadu – Johannes Janda, německý sochař (* 3. ledna 1827)
- 20. listopadu – František V. Modenský, modenský vévoda, arcivévoda rakouský (* 1. června 1819)
- 22. listopadu – Henry Wilson, americký politik a státník (* 16. února 1812)
- 27. listopadu – Eugène Schneider, francouzský průmyslník (* 29. března 1805)
- 12. prosince – Félix-Jacques Moulin, francouzský fotograf (* 27. března 1802)
- 15. prosince – Maximin Giraud, vizionář mariánského zjevení v La Salettě (* 26. srpna 1835)
- ? – Edadil Kadınefendi, konkubína osmanského sultána Abdulazize (* 1845)

## Hlavy států
- Papež – Pius IX. (1846–1878)

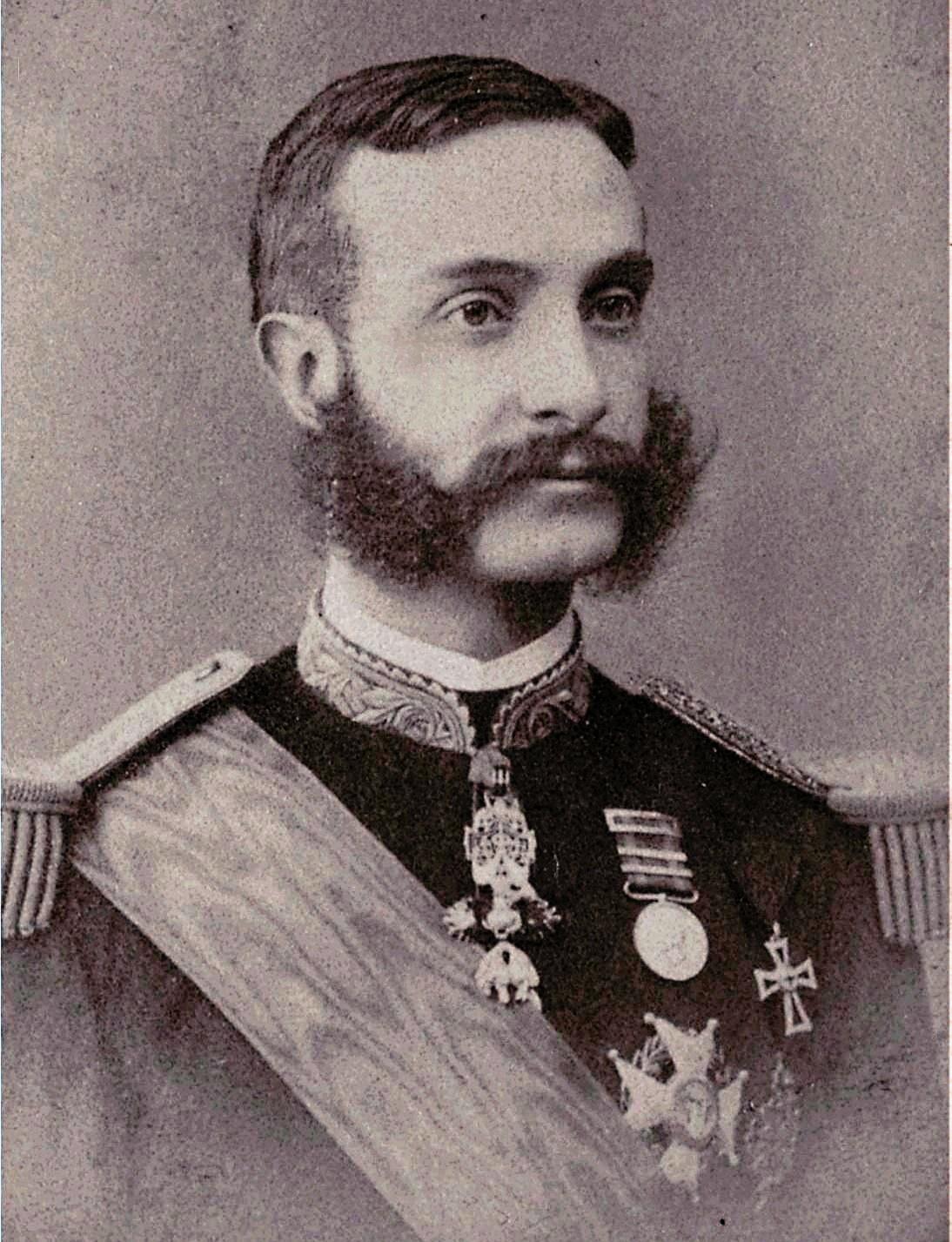
Na španělský trůn v roce 1875 nastoupil král Alfons XII.

- Království Velké Británie – Viktorie (1837–1901)
- Francie – Patrice de Mac-Mahon (1873–1879)
- Uherské království – František Josef I. (1848–1916)
- Rakouské císařství – František Josef I. (1848–1916)
- Rusko – Alexandr II. (1855–1881)
- Prusko – Vilém I. (1861–1888)
- Dánsko – Kristián IX. (1863–1906)
- Švédsko – Oskar II. (1872–1907)
- Belgie – Leopold II. Belgický (1865–1909)
- Nizozemsko – Vilém III. Nizozemský (1849–1890)
- Řecko – Jiří I. Řecký (1863–1913)
- Španělsko – Alfons XII. (1875–1885)
- Portugalsko – Ludvík I. Portugalský (1861–1889)
- Itálie – Viktor Emanuel II. (1861–1878)
- Rumunsko – Karel I. Rumunský (1866–1881 kníže, 1881–1914 král)
- Osmanská říše – Abdulaziz (1861–1876)
- USA – Ulysses S. Grant (1869–1877)
- Japonsko – Meidži (1867–1912)